# Dictablanda
Der Begriff Dictablanda (deutsch: weiche Diktatur) ist entstanden aus einer ironischen, etymologisch inkorrekten Herleitung des spanischen Wortes für Diktatur (dictadura), aus dicta und dura („hart“). Die verballhornende Analogbildung aus dicta und blanda („weich“) bezeichnet ironisch eine Form der Diktatur, die um 1930 in Spanien in der letzten Periode der Herrschaft von Alfons XIII. aufkam, unmittelbar nach der Diktatur von Miguel Primo de Rivera.  General Dámaso Berenguer Fusté löste General Primo de Rivera als Regierungschef ab. Er regierte per Dekret und versuchte, die Gemüter nach dem Börsenkrach von 1929 und den sozialen Unruhen zu beruhigen, indem er einige der vom Diktator erlassenen Maßnahmen wieder aufhob. Seine Regierung wurde als „Berenguers Dictablanda“ bekannt. Die Dictablanda entwickelte sich in diesem Fall in Spanien, aber später auch in Lateinamerika, aus der „harten Diktatur“.
In der Systemtransformationsforschung wird der Begriff zu den Wortprägungen gerechnet, die die Vielzahl der Zwischenformen zwischen konsolidierter Demokratie und autoritären Systemen bezeichnen. Die Dictablanda gehört zu den hybriden politischen Systemen, insofern sie autokratische und demokratische Merkmale aufweist. Als "weiche Militärdiktatur" im Unterschied zu konservativen Militärdiktaturen weist sie einen niedrigen Repressionsgrad auf und versteht sich meist als Übergangslösung mit Modernisierungsabsicht. Spezifische gesellschaftliche Rechte werden suspendiert, etwa die Versammlungsfreiheit oder die Pressefreiheit, aber eine gezielte Verfolgung von Systemgegnern findet nicht statt. Besonders im Kulturbereich waren faschistische Systeme eher „weiche Diktaturen“, die dem „Eskapismus“ Raum gaben.